# Василько Брячиславич
Василько Брячиславич (ум. после 1209) — князь витебский, сын князя Брячислава Васильковича.

## Биография
В 1180 году вместе с отцом участвовал в осаде Друцка Ольговичами. В 1186 году занял  витебский престол с помощью своего тестя Давыда Смоленского, а также Всеслава Рогволодовича Друцкого, Василька Володаревича Логожского и новгородцев.
В 1209 году Всеволод Большое Гнездо женился на дочери Василька (по Татищеву В.Н. и Войтовичу Л. — Любаве) вторым браком. Также известен сын Василька, Брячислав.